# Spoorlijn Étival - Senones
De Spoorlijn Étival - Senones was een Franse spoorlijn van Étival-Clairefontaine naar Senones. De lijn was 9 km lang.

## Geschiedenis
De spoorlijn werd door de Chemin de fer d'Étival à Senones in geopend op 5 juni 1885. Reizigersverkeer is opgeheven in 1948, in 1975 werd de lijn ook gesloten voor goederenvervoer waarna deze tot 1982 nog gebruikt is door toeristische stoomtreinen. Daarna is de lijn opgebroken en omgevormd tot fietspad.

## Aansluitingen
In de volgende plaatsen was er een aansluiting op de volgende spoorlijn:
Étival
RFN 067 000, spoorlijn tussen Lunéville en Saint-Dié-des-Vosges